# 布拉什克里克鎮區 (密蘇里州加斯科內德縣)
布拉什克里克鎮區（英語：Brush Creek Township）是位於美國密蘇里州加斯科內德縣的一個行政鎮區。

## 地方資料
布拉什克里克鎮區的面積為138.38平方千米，當中陸地面積為136.82平方千米，而水域面積為1.55平方千米。根據2020年美國人口普查的數據，當地共有人口839人，而人口密度為每平方千米6.06人。